# Лафуэнте, Марта
Марта Лафуэнте (исп. Marta Justina Lafuente, 16 марта 1963 — 2 июня 2022) — парагвайский психолог и политик, занимавшая пост министра образования и культуры Парагвая с 15 августа 2013 года по 5 мая 2016 года.

## Биография
Она изучала психологию в Католическом университете Успения Пресвятой Богородицы, в котором она также работала преподавателем и учёным.
15 августа 2013 года она стала министром образования и культуры Парагвая в кабинете президента Орасио Картеса. После многочисленных жалоб и протестов студентов она объявила о своей отставке 5 мая 2016 года.
Умерла 2 июня 2022 года.